# Macaranga lophostigma
Macaranga lophostigma är en törelväxtart som beskrevs av Emilio Chiovenda. Macaranga lophostigma ingår i släktet Macaranga och familjen törelväxter.
Artens utbredningsområde är Etiopien. Inga underarter finns listade i Catalogue of Life.